# Vindalho

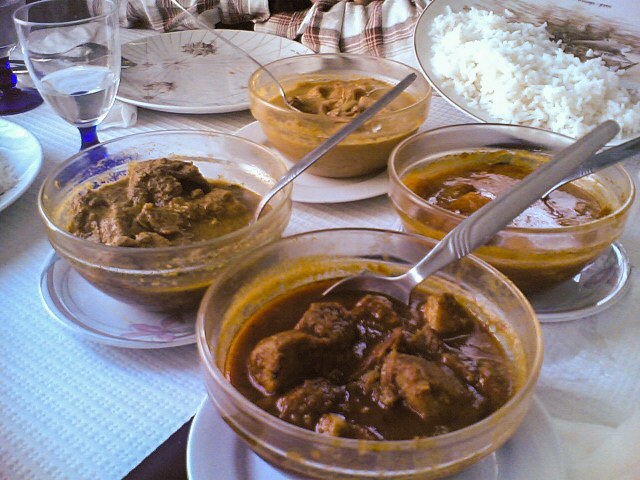
Vindalho

Vindalho (Engl.: Vindaloo; auch Vindalu) ist ein scharfes indisches Gericht. Es entstand in Velha Goa, das 450 Jahre lang die Hauptstadt der Kolonie Portugiesisch-Indien war. Die Portugiesen brachten eine typische Zubereitungsart für Schweinefleisch mit: das Marinieren in Wein, Knoblauch und Gewürzen, auf Portugiesisch Carne em vinha de alhos.
Da Goa bis in die 1960er Jahre unter portugiesischer Kolonialverwaltung stand und sich viele Einwohner zum Christentum bekannten und daher Schweine- und Rindfleisch essen durften, wurde das Gericht oft zu besonderen Anlässen serviert. Es erfuhr aber eine linguistische und kulinarische Transformation: Aus Vinha de alhos wurde Vindalho und heute Vindaloo, anstatt Schwein wird oft auch Lammfleisch oder Geflügel (bei Hindus und indischen Muslimen) verwendet.
Als Gewürze werden heute reichlich Ingwer, Chili, Kreuzkümmel, Pfefferkörner, Kardamom, Nelke, Piment, Tamarinde, Zimt, Senfsamen, Bockshornklee, Koriander und Kurkuma genutzt. Das Gericht ist traditionell eines der schärfsten in der indischen Küche, die meisten der enthaltenen Gewürze haben eine scharfe Komponente. 
Das Gericht erfreut sich in Großbritannien großer Beliebtheit und ist auf den Speisekarten vieler indischer Restaurants zu finden. In der englischen Umgangssprache wird es als Vindy bezeichnet und ist für seine Schärfe bekannt. Restaurants servieren dieses Essen auch mit Kartoffeln gemischt. Im traditionellen Vindaloo sind keine Kartoffeln enthalten, es handelt sich hierbei um ein volksetymologisches Missverständnis, da Alu (anglisiert Aloo) das Hindiwort für Kartoffel ist. Die Version mit Kartoffeln ist in der Zubereitung natürlich preisgünstiger und reduziert die Schärfe etwas. Es wird wie ein typisches Curry häufig mit einfachem gekochtem Reis serviert.
Die Beliebtheit des Gerichtes hat ein englisches Lied zur Fußball-WM 1998 inspiriert (Vindaloo von Fat Les, Platz 2 der britischen Charts 1998). Des Weiteren gibt es einen Song des britischen Goa-Trance-Acts Green Nuns of the Revolution mit dem Titel Two Vindaloos & An Onion Bhagee (Flying Rhino Records 1995).